# Red Notice
Red Notice è un film del 2021 scritto, diretto e co-prodotto da Rawson Marshall Thurber.

## Trama
2000 anni fa, Marco Antonio regalò a Cleopatra tre uova ingioiellate come regalo di nozze che simboleggiavano la sua devozione. Le uova vengono perse nel tempo fino a quando due vengono trovate da un contadino nel 1907, ma l'ultima rimane perduta.
Nel 2021, l'agente speciale John Hartley, viene incaricato di assistere l'agente dell'Interpol Urvashi Das nelle indagini sul potenziale furto di una delle uova conservate in mostra al Castel Sant'Angelo a Roma. Il capo della sicurezza respinge le preoccupazioni dopo il loro arrivo e l'uovo sembra essere ancora lì, ma Hartley intuisce che l'uovo in mostra è un falso e lo dimostra versandoci sopra una bibita gassata che scioglie il falso uovo. Nella sorpresa generale Das ordina di bloccare tutte le uscite. Tuttavia, prima che la sala venga sigillata, il ladro d'arte internazionale Nolan Booth riesce a fuggire, ma viene inseguito da Hartley. Dopo un rocambolesco inseguimento Booth riesce a fuggire portando con sé l'uovo originale.
56 ore dopo Booth è a casa sua, a Bali con l'uovo, ma viene sorpreso da Hartley, insieme a Das e ad una squadra d'assalto dell'Interpol. Booth viene arrestato e l'uovo preso in custodia. Durante l'arresto però, il principale concorrente di Booth, Sarah Black, conosciuta anche come "L’Alfiere", travestita da uno dei membri della squadra d'assalto scambia il vero uovo con un altro falso. Alcuni giorni dopo Das affronta Hartley credendolo responsabile del furto dell'uovo. Hartley proclama la sua innocenza, ma Das dice di non credergli e lo fa incarcerare in una remota prigione russa, per di più nella stessa cella di Booth.
Poco dopo il loro arrivo in prigione, vengono portati da Black, la quale rivela ad Hartley che Booth sa dove si trovi il terzo uovo e propone a quest'ultimo di lavorare insieme per trovarlo, offrendogli in cambio la libertà e una quota del 10% del guadagno.  Booth rifiuta l'offerta e lei se ne va affermando che troverà il secondo uovo; quando lo farà, avvertirà che la sua quota sarà inferiore. Hartley suggerisce che lui e Booth lavorino insieme per battere Black: se Booth lo aiuterà a imprigionarla, prenderà il suo posto come ladro d'arte numero uno al mondo, mentre lui dimostrerà la sua innocenza. La coppia quindi fugge dal carcere e si dirige a Valencia per rubare il secondo uovo, in possesso del famigerato trafficante d'armi Sotto Voce che sta organizzando un ballo in maschera. Lì incontrano Black, anche lei intenzionata a rubare l'uovo. I tre arrivano nel caveau di Sotto Voce dove Hartley e Booth combattono Black usando una varietà di armi da mischia in mostra nel caveau prima che lei li ammanetti insieme. Sotto Voce arriva con la sua scorta e arresta i due uomini mentre Black rivela che lei e Sotto Voce stanno lavorando insieme.
Torturano Hartley e, credendo che Booth abbia divulgato la posizione del terzo uovo, Black fa il doppio gioco con Sotto Voce e parte per l'Egitto dove Booth afferma che sia nascosto l'uovo. Dopo aver lasciato Valencia, Booth rivela ad Hartley che l'uovo si trova in realtà in Argentina, un luogo che solo lui conosce poiché è stato inciso sull'amato orologio del suo defunto padre che un tempo era appartenuto al curatore d'arte personale di Adolf Hitler, Rudolph Zeich. Dopo la caduta del Terzo Reich nel 1945, Zeich fuggì dall'Europa per l'Argentina con l'uovo. Il duo si reca in una giungla dell'Argentina dove trovano un bunker segreto.  All'interno ci sono innumerevoli manufatti nazisti, tra cui il terzo uovo. Black arriva per rubare l'uovo al duo sotto la minaccia delle armi, solo per essere interrotto dall'arrivo di Das e una squadra di polizia locale. Hartley, Booth e Black scappano su un'antica Mercedes-Benz 770, guidando attraverso una miniera di rame abbandonata vicino al bunker, inseguiti da Das in un veicolo blindato. Alla fine escono vicino alla cima di una cascata e, saltando, atterrano in un lago. Booth nuota fino a riva con l'uovo, solo per scoprire che Hartley e Black sono in realtà partner romantici e professionali e Hartley non è mai stato dell'FBI, ma un truffatore come suo padre, gli ricorda infatti che ogni giocatore di scacchi ha due alfieri a disposizione che si muovono su due colori diversi. Booth consegna l'uovo ai due che lo lasciano ammanettato a un albero nella foresta pluviale.
Al Cairo, Hartley e Black consegnano le tre uova a un acquirente miliardario egiziano, in tempo per il matrimonio di sua figlia (rispecchiando il regalo originale di Marco Antonio a Cleopatra). Il gesto viene messo in ombra quando la sposa è più eccitata dal cantante nuziale Ed Sheeran. Il matrimonio viene successivamente interrotto dal raid dell'Interpol di Das, dove i due fuggono in anticipo, facendo intendere che possono averla avvisata loro. Sei mesi dopo, sul loro yacht in Sardegna, Hartley e Black incontrano di nuovo Booth che li informa di aver detto a Das del loro conto alle Isole Cayman contenente il pagamento di 300 milioni di dollari del miliardario egiziano, che Das congela lasciandoli senza soldi. Booth rivela anche che l'Interpol sta per catturarli, ma offre loro la possibilità di scappare se lo aiutano con una nuova rapina, che richiede tre individui per riuscire. I tre raggiungono un accordo e scappano. Fallita la cattura, Das mette avvisi rossi ("Red Notice") su tutti e tre mentre questi ultimi, intanto, iniziano la loro rapina al Louvre di Parigi.

## Produzione
Le riprese del film sono iniziate il 3 gennaio 2020 ad Atlanta, ma sono state sospese poco dopo a causa della pandemia di COVID-19; successivamente sono riprese nel settembre 2020 e si sono svolte ad Atlanta fino al mese successivo, per poi spostarsi a Roma ed in Sardegna.
Il budget del film è stato di circa 200 milioni di dollari, che lo rendono il progetto più costoso della piattaforma Netflix insieme a The Gray Man.

## Colonna sonora
Il 26 febbraio 2020, Steve Jablonsky è stato annunciato come compositore di Red Notice. Jablonsky aveva già collaborato con il regista Rawson Marshall Thurber per la realizzazione di Skyscraper nel 2018. Tra gli altri brani figurano "Sabotage" dei Beastie Boys, "La revancha del tango" dei Gotan Project, "Amado Mio" di Pink Martini, "Downtown" scritta da Tony Hatch, The Raider's March di John Williams, "Libertango" di Astor Piazzolla, "Perfect" di Ed Sheeran e "Notorious B.I.G." di The Notorious B.I.G., con "On the Run" di Naz Tokio che si sente nei titoli di coda.

## Promozione
Il primo trailer del film è stato diffuso il 2 settembre 2021.
Nelle Filippine, il globo di SM Mall of Asia sarebbe stato rubato da un elicottero il 13 novembre 2021. La polizia di Pasay City ha rilasciato una dichiarazione in cui afferma che il globo non era stato rubato e che era semplicemente "in manutenzione per una strategia di marketing". Il globo era coperto da un'impalcatura. La direzione del centro commerciale ha rilasciato una dichiarazione il giorno dopo, affermando che il globo era "tornato" e rivelando che il presunto furto era stato organizzato come parte di una trovata pubblicitaria per promuovere il Red Notice. La promozione di marketing ha reso il globo un trending topic su Twitter.
Il film ha avuto anche un legame promozionale con la promozione di wrestling professionale WWE, la compagnia in cui Dwayne Johnson ha lottato ed è diventato famoso come "The Rock". Oltre a promuovere il film in occasione dell'evento Survivor Series del 21 novembre 2021, è stata anche messa in scena una trama che prevedeva il furto di una delle uova di Cleopatra durante lo spettacolo.

## Distribuzione
Il film, inizialmente previsto nelle sale per il 12 giugno 2020, viene distribuito su Netflix a partire dal 12 novembre 2021.
Nel primo giorno di presenza su Netflix, Red Notice batte il record di visualizzazioni sulla piattaforma.

## Accoglienza

### Critica
Peter Debruge di Variety ha definito il film "divertente, dal ritmo incalzante e spesso spassoso" e ha scritto: "È tutto ragionevolmente intelligente, a patto che non lo si esamini troppo da vicino". Red Notice potrebbe essere la versione di Thurber di National Treasure, con altrettanto DNA del classico della RKO Gunga Din". David Rooney dell'Hollywood Reporter ha dichiarato: "Non si può discutere il valore muscolare della presenza di Dwayne Johnson, Ryan Reynolds e Gal Gadot in un thriller d'azione dal ritmo serrato e veloce mescolato a una commedia giocosa, anche se si tratta di un thriller d'azione dal ritmo serrato e veloce mescolato a una commedia giocosa, intrattenimento ipocalorico come Red Notice." Recensendo il film per il Los Angeles Times, Justin Chang ha scritto: "Un deprimente promemoria di ciò che Hollywood considera materiale 'originale' al giorno d'oggi, Red Notice si svolge come uno di quei lunghi contatori autoconclusivamente contorti e alla fine derivativi che mettono a dura prova. apparentemente spensierati, alla fine ti stancano. Alla fine, sono i cliché a meritare una pausa."

### Primati
Nel dicembre 2021 Red Notice è diventato il film più visto di Netflix con 328,8 milioni di spettatori, cifra raggiunta in soli diciotto giorni anziché le quattro settimane con cui la piattaforma calcola questi risultati. A fine anno risulta essere il più visto del 2021.

## Sequel
Ad agosto 2020, alcuni rapporti indicavano che Netflix stava cercando di sviluppare un sequel di Red Notice. Il produttore ha poi dichiarato che il potenziale sequel avrebbe incluso il trio di star coinvolte in altre rapine in tutto il mondo, ribadendo che il suo sviluppo dipendeva dall'accoglienza del primo film.
Johnson ha celebrato l'accoglienza positiva del pubblico nei confronti di Red Notice sui suoi canali social, affermando che "ne arriveranno altri". In seguito alla notizia che il film ha stabilito il record di ascolti di tutti i tempi per Netflix, Johnson ha fatto un'ulteriore allusione all'annuncio di un futuro film. Thurber ha poi dichiarato che se un sequel avesse avuto il via libera, avrebbe avuto intenzione di girare dei sequel uno dietro l'altro. Nel dicembre del 2021, Hiram Garcia ha nuovamente discusso i piani per un sequel, affermando che il finale di Red Notice ne definisce la storia.
Nel gennaio 2022 è stato annunciato che i due sequel erano ufficialmente in fase di sviluppo e che sarebbero stati girati in riprese consequenziali. Thurber tornerà a scrivere e dirigere, mentre Johnson, Reynolds e Gadot riprenderanno i rispettivi ruoli. I film saranno distribuiti da Netflix. Nell'ottobre del 2022 è stato annunciato che la sceneggiatura del secondo film è stata completata, mentre è in corso quella del terzo. Nella stessa intervista, i produttori Hiram Garcia e Flynn hanno confermato che i sequel erano in fase di sviluppo per essere girati consecutivamente.